# Portrait de Paul III
Le Portrait de Paul III est une peinture à l'huile sur toile peinte par Titien vers 1543. Il mesure 106 cm de haut sur 85 cm de large. Il est conservé au musée de Capodimonte de Naples.
Il s'agit de l'un des portraits pontificaux les plus forts de l'histoire de l'art, ainsi que du tout premier portrait du pape Paul III réalisé par Titien,. En voyant le tableau, Pietro Aretino a déclaré que le portrait était un « miracle créé par votre pinceau [de Titien] [...] ».

## Histoire
Titien réalise ce portrait à l'occasion de la rencontre de Paul III avec le roi Charles Quint à Ferrare en 1543, dans un climat de fortes tensions et d'incertitudes politiques due au fait que le pontife entame la première des tentatives de conciliation, qui échouèrent et qui conduiront, dans les années suivantes, au concile de Trente.
Titien, déjà connu comme un excellent portraitiste par les cours européennes, est appelé par le neveu du pape, le cardinal Alexandre Farnèse, dans l'espoir de l'élire peintre de la cour de la Maison Farnèse et aussi pour lui demander de peindre un portrait du pape qui, selon les archives documentant le paiement des travaux, semble avoir été réalisé avec une certaine rapidité : le peintre est en effet arrivé en terre émilienne le 22 avril et à peine un mois plus tard, le 22 mai, l'œuvre est envoyée au client. Titien avait déjà obtenu le succès qui lui était dû auprès de la famille Farnèse avec le Portrait de Ranuccio, neveu de Paul III et frère d'Alexandre, peint en 1542 à Venise (aujourd'hui au musée de Washington).
Le peintre consolide pleinement son rôle et son art dans la maison papale avec ce portrait, au point que quelques années plus tard, pendant son séjour à Rome, il exécute successivement d'autres portraits célèbres de la famille Farnèse : le Portrait de Pier Luigi Farnese (1545-1546), le Portrait de Paul III avec ses petits-fils (1545-1546), le Portrait de Paul III au camauro (1545-1546) et le Portrait du cardinal Alessandro Farnese (vers 1546).
Vasari mentionne l'œuvre dans la garde-robe du cardinal Alexandre, qui l'a probablement reçue en héritage. La toile se trouve au palais Farnèse à Rome jusqu'en 1653 ; elle est ensuite enregistrée dans le palais du Jardin de Parme jusqu'en 1680 ; on ignore le contexte dans lequel s'effectue le transfert de la capitale papale à la ville émilienne. Au XVIIIe siècle, elle apparaît ensuite au Palazzo della Pilotta avec sept autres portraits de la famille Farnèse peints par Titien, dont celui de Pier Luigi Farnèse, de Paul III au camauro et d'Alexandre Farnèse, tous inclus ensuite dans les collections napolitaines, bien qu'il soit le seul mentionné dans la Description des cent chefs-d'œuvre de la galerie de 1725.
Élisabeth Farnèse, mère de Charles de Bourbon, hérite du tableau avec une grande partie de la collection Farnèse ; ce dernier emporte avec lui toute la collection à Naples en 1734. Lors des soulèvements révolutionnaires contre le royaume des Bourbons qui commencent avec la République parthénopéenne de 1799 et qui conduisent au royaume de Naples (1806-1815) de Joseph Bonaparte et Joachim Murat entre 1806 et 1815, l'œuvre est parmi les rares (une douzaine environ avec les Danae, le Portrait de Paul III avec ses petits-fils et la Madeleine pénitente, tous de Titien) qui bénéficie une protection particulière de Ferdinand Ier (roi des Deux-Siciles), qui décide de l'emmener avec lui à Palerme à l'occasion de sa fuite de Naples, le soustrayant ainsi d’éventuels détournements des nouvelles maisons dirigeantes.

## Description et style

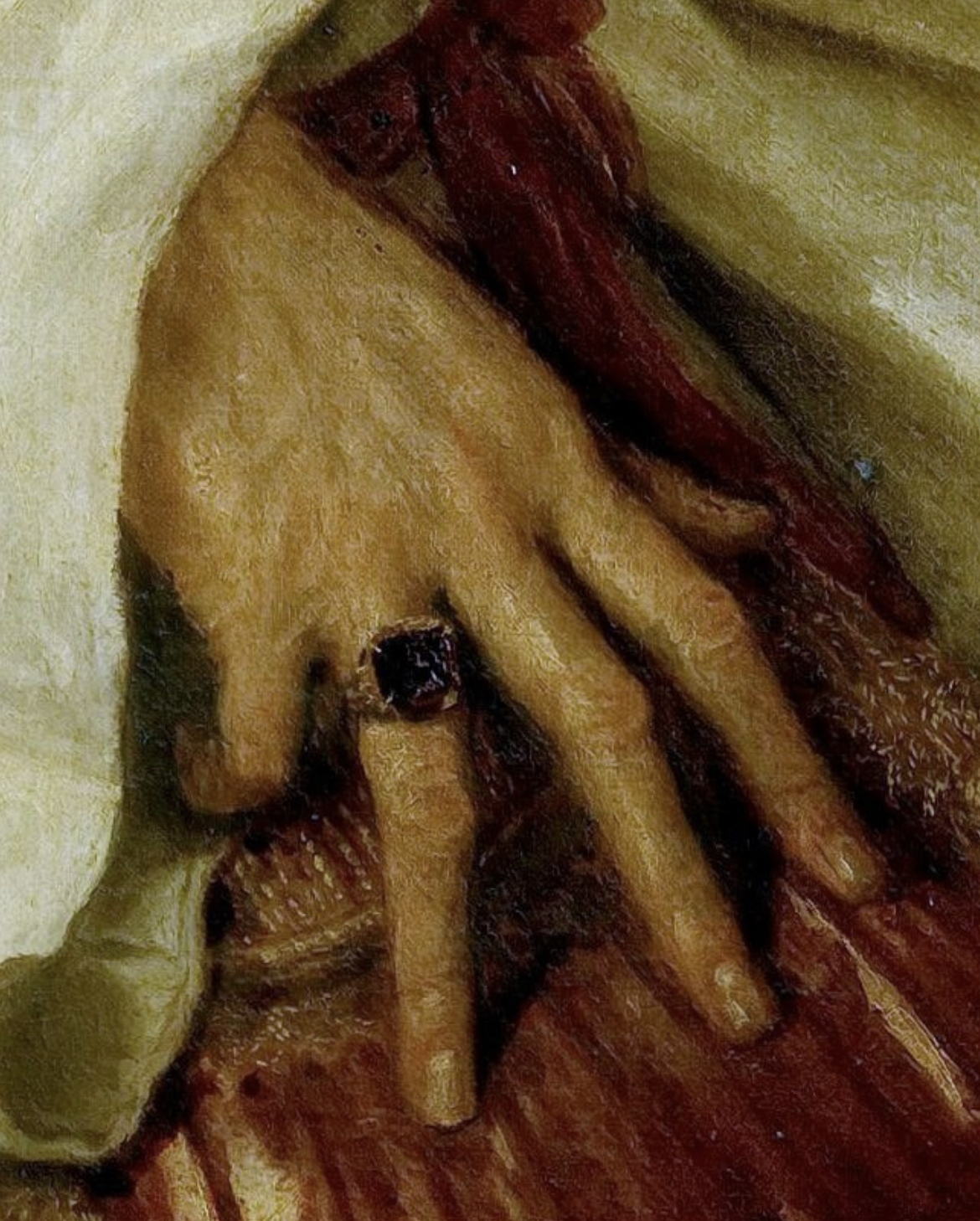
Détail.

L'œuvre se présente comme un chef-d'œuvre absolu du portrait, à tel point qu'elle fut très appréciée par son commanditaire. Paul III, après l'exécution du tableau, enthousiasmé par le travail réalisé par Titien, lui demande donc de se joindre aux hommes du service papal à Rome, en lui offrant la charge de sceller les bulles pontificales, charge jusqu'alors confiée à Sebastiano del Piombo,. L'invitation a cependant le même résultat que celle avancée par Léon X en 1513 : elle est rejetée par le maître, qui préfère rester à Venise.
Dans ce premier portrait officiel peint par Titien, le pape est présenté sans camauro, en signe d'humilité, avec un réalisme sans faille et un homme âgé, fatigué et méfiant, mais qui a néanmoins une expression intelligente et acérée. Le regard est pénétrant, le léger sourire narquois. Le tableau est une réinterprétation du Portrait du pape Jules II de de Raphaël. Caractéristique du style tardif du Titien, il se compose d'un large coup de pinceau et d'une définition lâche dans la forme.
Le tableau représente avec des détails d'un réalisme absolu (comme les détails sur les mains, les fosses creusées sur les joues ou l'épaisse barbe blanche) un Paul III déjà âgé de soixante-quinze ans, caractérisé par un regard lucide, plutôt un homme politique qu'un homme d'Église. La pose de trois-quarts assumée par le Pape reflète l'iconographie classique de ce genre de représentations, déjà adoptée précédemment dans le Portrait du pape Jules II exécuté par Raphaël, ou dans celui de Portrait de Clément VII sans barbe par Sebastiano del Piombo, qui sera repris plus tard, avec le Portrait d'Innocent X de Diego Vélasquez.
La précision de la touche, courte et incisive, dans le détail de la lisière de la mosette, le rendu de l'usure du tissu du siège et la lumière irisée de velours rouge ont contribué au succès immédiat du tableau. Le style est adapté au niveau du client, particulièrement prestigieux, qui a amené Titien à réaliser le portrait jusque dans les moindres détails, avec de fins coups de pinceau sur la barbe, les sourcils et même les bords de la robe ou le revêtement de la chaise. Les détails se retrouvent également dans les mains osseuses du pape, la main droite posée sur une bourse, ce qui dénote une attention aux biens terrestres, pas tout à fait déplacée pour les pontifes de l'époque, à l'annulaire desquels se trouve l'anneau papal. Cette bourse signifie aussi de manière ambiguë le devoir de charité mais aussi le discernement avec lequel sont octroyés les bénéfices ecclésiastiques.

## Autres versions
Il existe plusieurs copies du tableau des périodes ultérieures qui témoignent du succès que l'œuvre a eu dès le début, parmi celles-ci une de Scipione Pulzone dans la Galleria Spada de Rome, tandis qu'une autre version également du Titien, qui diffère de la première version en raison à l'ajout du camauro sur la tête du pape, peut être datée d'un an après la première, donc de 1545-1546, a été réalisée pour le cardinal camerlingue Guido Ascanio Sforza di Santa Fiora, également neveu du pape Paul III, et est identifiable à la toile qui est également parvenue au musée de Capodimonte. Une autre, conservée dans la cathédrale de Tolède, était traditionnellement attribué à Titien, qui l'aurait réalisé deux ans après l'original ; cette attribution a été rejetée par certains auteurs, qui l'ont identifié comme une réplique ultérieure, réalisée par Anthony van Dyck
Enfin, dans le même musée napolitain se trouve également le Portrait du cardinal Alessandro Farnese, futur Paul III, âgé d'une quarantaine d'années, alors qu'il était encore cardinal, peint par Raphaël vers 1510.

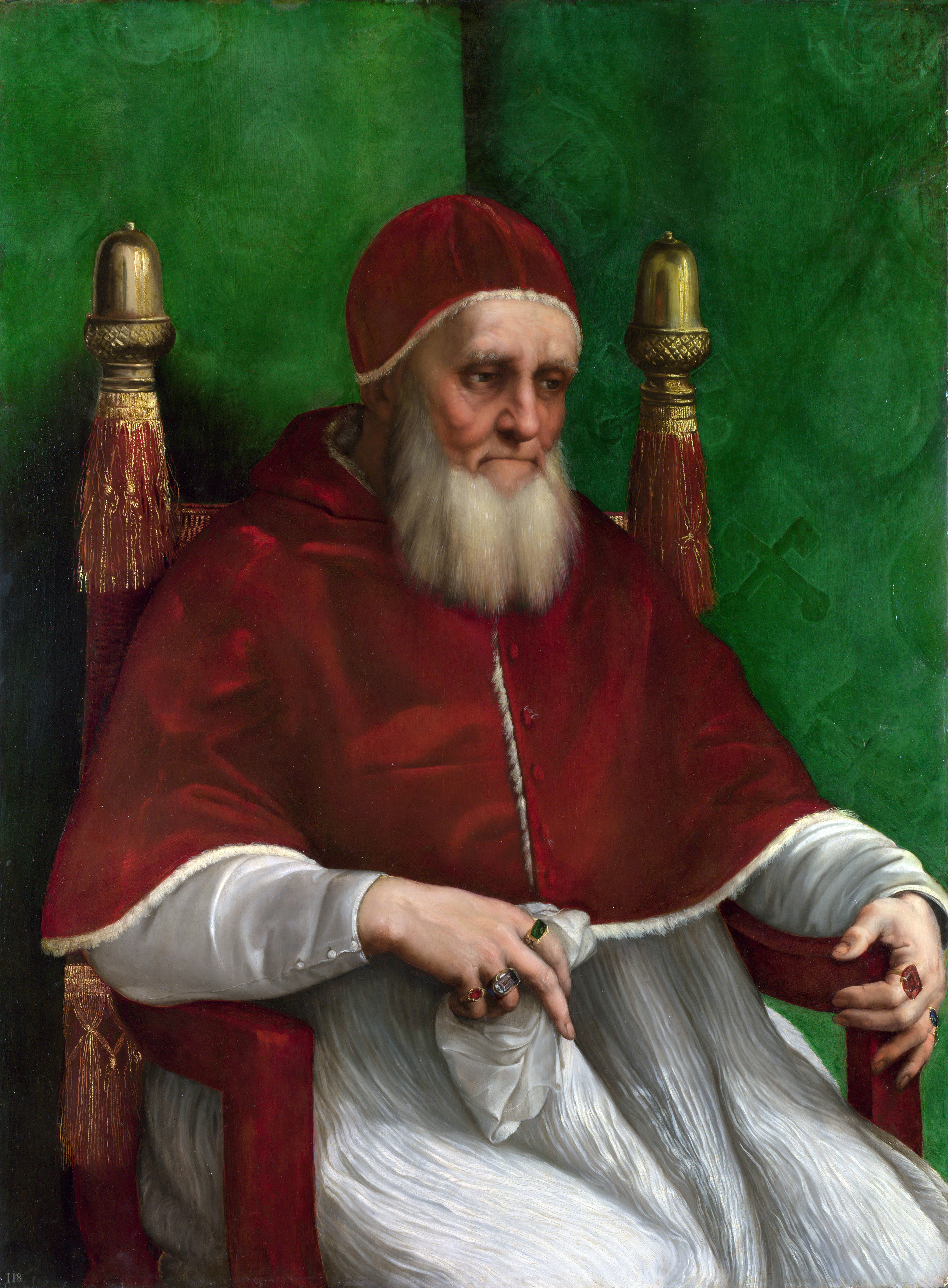
Portrait du pape Jules II (1511), Raphaël, National Gallery, Londres
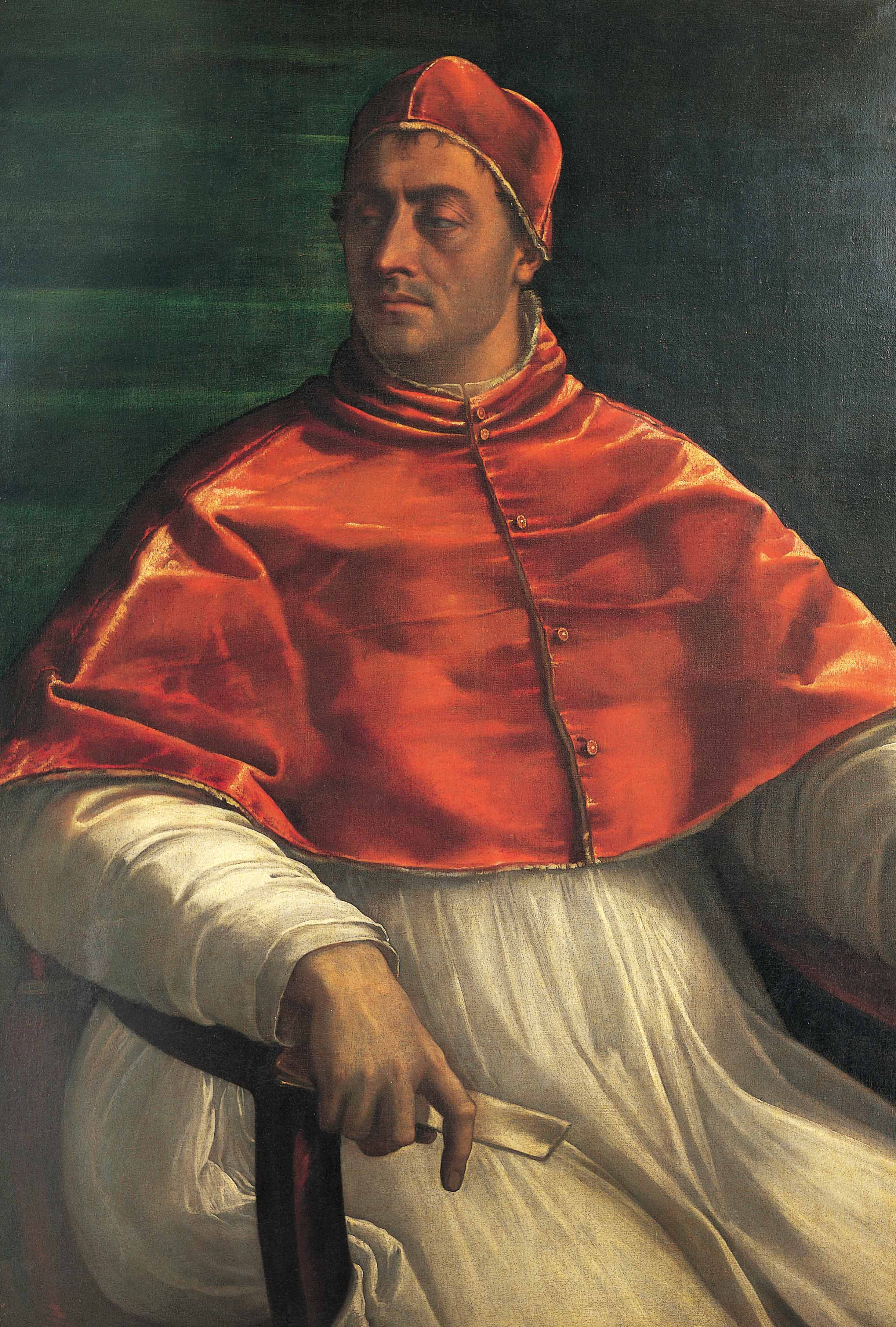
Portrait de Clément VII sans barbe, vers 1526, Sebastiano del Piombo, musée de Capodimonte, Naples
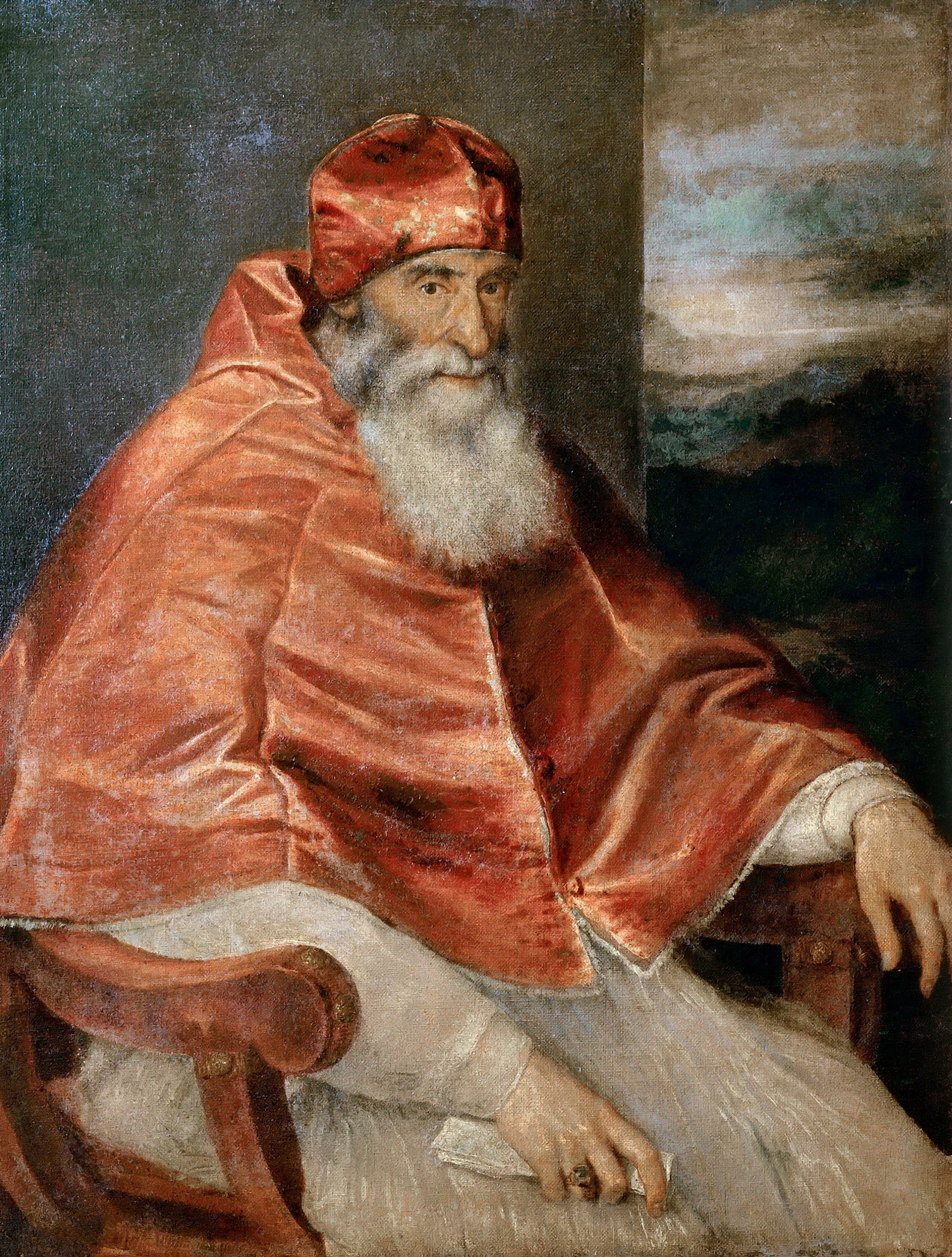
Portrait de Paul III au camauro, 1545-1546, Titien, musée de Capodimonte, Naples
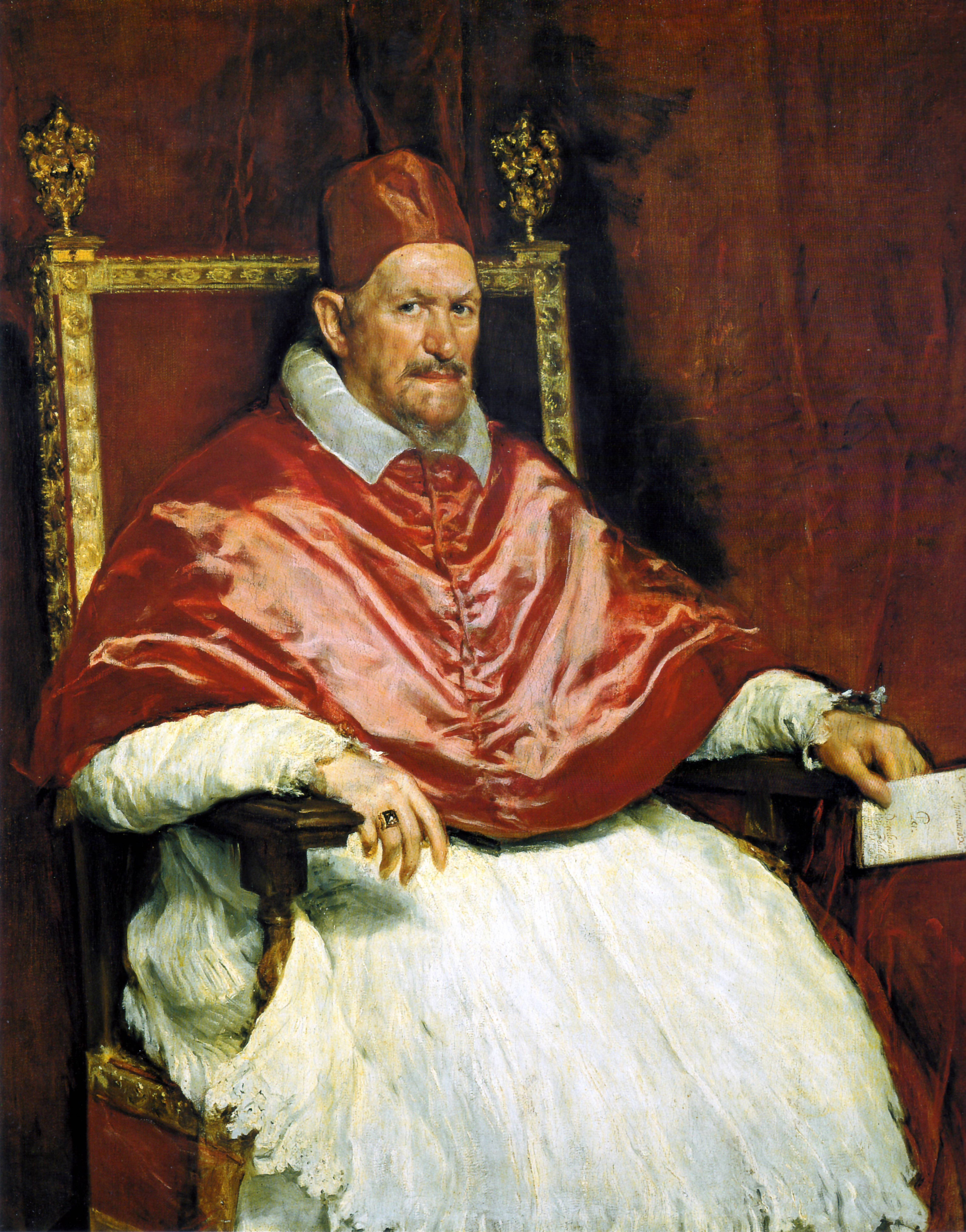
Portrait d'Innocent X, vers 1650, Velazquez, Galerie Doria-Pamphilj, Rome

## Exposition
Cette peinture est exposée dans le cadre de l'exposition Naples à Paris. Le Louvre invite le musée de Capodimonte au musée du Louvre du 7 juin 2023 au 8 janvier 2024.